# Ashley Wilkes
Pour les articles homonymes, voir Wilkes.
 (février 2025).
Si vous disposez d'ouvrages ou d'articles de référence ou si vous connaissez des sites web de qualité traitant du thème abordé ici, merci de compléter l'article en donnant les références utiles à sa vérifiabilité et en les liant à la section « Notes et références ».
Ashley Wilkes est un personnage fictif du roman de Margaret Mitchell Autant en emporte le vent, l'homme sur lequel Scarlett O'Hara porte son obsession. 

## Histoire du personnage
Il est amoureux de Melanie Hamilton, qui est selon lui « le seul de ses rêves qui ait vécu, et ne se soit pas évanoui en présence de la réalité » mais éprouve du désir pour Scarlett qu'il confond avec de l'amour. Homme plutôt faible, il n'ose ni la prendre ni la repousser. Intellectuel, il revient de la guerre de Sécession très choqué et démoli.
Dans l'adaptation cinématographique du même nom, Leslie Howard prête ses traits au personnage. Howard fut hésitant à jouer ce rôle, car c'est le type de personnage qu'il n'éprouve aucune joie à interpréter : Ashley est un rêveur, quelqu'un qui ne saurait jamais supporter la vraie vie[réf. nécessaire].